# Преах Раматхупдей
Рачеа Раматуппдей (кхмер. រាជា រាមាធិបតី, 1437 — 1484, Сиам) — король Камбоджи (1468—1477). Правил под именем Шри Раджа (санскр. Sri Raja) или Серейреатеа (кхмер. Serey Reachea).
Полное тронное имя — Брхат Пада Самдач Сдач Брхат Раджанкария Брхат Шри Раджадхираджа Брхат Рамадипати Параманатха Маха Бупати (санскр. Brhat Pada Samdach Sdach Brhat Rajankariya Brhat Sri Rajadhiraja Brhat Ramadipati Paramanatha Maha Bupati).

## Биография
Второй сын короля Понхея Ята, унаследовал трон от своего старшего брата — короля Норея Раматуппдея. В годы его правления свои претензии на престол выдвинул Срай Сантор, сын Норея. Заручившись поддержкой Сиама, он вторгся в камбоджийские земли. Рачеа отправился в поход против своего племянника и сиамцев, оставив регентом в столице своего брата — Томмо. Последний вскоре предал Рачеа и установил свою власть в Пномпене.
Сам Рачеа дался в плен и был вывезен в Сиам, где и умер в 1484 году.